# Shadowrun (игра, 2007)
Shadowrun — видеоигра в жанре шутера от первого лица, разработанная компанией FASA Studio для Xbox 360 и Windows Vista и выпущенная в 2007 году. Действие игры происходит в одноимённой вымышленной вселенной, созданной для настольной ролевой игры от компании FASA.

## Игровой процесс
Игра ориентирована на многопользовательский режим. Игроки участвуют в «смертельной схватке» (англ. deathmatch) в 3D-шутере от первого либо третьего лица. При выборе персонажа доступны различные расы, такие как: люди, эльфы, гномы, орки. Расы отличаются уникальными способностями, которые влияют непосредственно на игровой процесс. Кроме того, по результатам матча игрок получает игровую валюту для закупок вооружения и приобретения способностей в начале следующего матча
В Shadowrun нет режима кампании для одного игрока, но игрок может запустить матч с ботами для тренировки и тестирования способностей персонажа.

## Сюжет
Сюжет игры опирается на литературные произведения и справочные материалы вымышленной настольной ролевой игре Shadowrun от компании FASA.
Согласно древним легендам Shadowrun, магия циклична. Магия покидает мир и возвращается каждые 5000 лет. Приходит в мир, растет, достигает пика могущества и в конце концов отступает, исчезает оставляя лишь слабые следы. В последний пик активности магии, постройка силы — зиккурат был возведён рядом с местом, где через столетия появится город Сантус, в Бразилии. Задача этого сооружения неизвестна. Даже семья Чансел, которая тайно обслуживает зиккурат в течение тысяч лет, не знает о его назначение, как и назначение странного артефакта, как-то связанного с зиккуратом. За тысячелетия, прошедшие с момента его постройки, зиккурат был скрыт в склоне горы. 24 декабря 2012 года, магия начала возвращаться, неся в мир перемены и смятение.
Возвращение магии привело к глобальным изменениям в обществе. RNA Global — могущественная транснациональная корпорация, направляет исследовательскую группу в Сантус. Их работа состоит в том, чтобы исследовать аномальный энергетический фон, исходящий от горного склона на окраине Сантуса. Эксперименты по контролю над магической энергией привели к катастрофе, которая разрушила половину города и обрушила горный склон, открыв зиккурат для всех. Переложив вину за инцидент на орочью военизированную организацию, RNA Global ушли из Сантуса
Через некоторое время RNA Global вернулась в Сантос, на этот раз заключив контракт с правительством, который обеспечивал им контроль над городом. В их обязательство так же входили охрана порядка и обеспечение безопасности в городе. RNA Global делом ввела военное положение и объявила комендантский час для всех граждан. Местные жители, не забывшие катастрофу и её причины, начали сопротивляться усилиям RNA. Сопротивлению помогало руководство семьи Чансел, посвятившее себя защите зиккурата и артефакта. Сопротивление переросло в конфликт, конфликт — в схватку, а затем и в полномасштабную городскую войну. В итоге. Силы сопротивления по руководством Чансел стали называть себя «Lineage».
Битва между RNA Global и «Lineage» разрослась до внушительных масштабов в 2031 году, и бойцом одной из сторон предстоит выступить игроку.

## Отзывы
| Сводный рейтинг    | Сводный рейтинг | Сводный рейтинг |
| Издание            | Оценка          | Оценка          |
| Издание            | PC              | Xbox 360        |
| ------------------ | --------------- | --------------- |
| GameRankings       | 68,50 %         | 70,02 %         |
| Metacritic         | 67              | 66              |
| Иноязычные издания |                 |                 |
| Издание            | Оценка          | Оценка          |
| Издание            | PC              | Xbox 360        |
| 1UP.com            | N/A             | B+              |
| Edge               | N/A             | 6/10            |
| Game Informer      | N/A             | 6,5/10          |
| GameSpot           | N/A             | 69/100          |
| GameTrailers       | N/A             | 6,9/10          |
| IGN                | N/A             | 6,8/10          |
| OXM                | N/A             | 7,0/10          |
| Cheat Code Central | N/A             | 70/100          |
| Gamers Hell        | N/A             | 82/100          |